# Alp
Alp é um município da Espanha na comarca da Baixa Cerdanha, província de Girona, comunidade autónoma da Catalunha. Tem 44,25 km² de área e em 2021 tinha 1 645 habitantes (densidade: 37,2 hab./km²).

## Demografia
| Variação demográfica do município entre 1991 e 2004 | Variação demográfica do município entre 1991 e 2004 | Variação demográfica do município entre 1991 e 2004 | Variação demográfica do município entre 1991 e 2004 |
| --------------------------------------------------- | --------------------------------------------------- | --------------------------------------------------- | --------------------------------------------------- |
| 1991                                                | 1996                                                | 2001                                                | 2004                                                |
| 908                                                 | 1012                                                | 1219                                                | 1315                                                |